# 瀬立モニカ
瀬立モニカ（せりゅう モニカ、1997年11月17日 - ）は、日本のパラカヌー選手。東京都江東区出身。江東区カヌー協会所属。2016年リオデジャネイロパラリンピックに初出場で8位、2019年のパラカヌー世界選手権で5位、2024年パリパラリンピックで6位と優秀な成績を残している。

## 経歴
中学の頃に江東区カヌー部に所属し、2013年の東京国体を目指していた。しかし、高校1年の時、体育の授業中に怪我をし、体幹機能障害と診断。胸から下の筋肉を動かすことが困難になってしまい、車椅子生活となった。その後、1年間のリハビリを経て、2014年にパラカヌーという形で復帰。
宝仙学園高等学校から筑波大学体育専門学群に進学。
2016年リオデジャネイロパラリンピックで8位入賞。
2019年8月に開催されたパラカヌー世界選手権で5位（女子KL1）入賞。
2020年東京パラリンピックで7位（女子KL1）入賞。開会式ではパラリンピック旗の運び手を務めた。
2022年アジアパラ競技大会で2位（女子KL1）、銀メダル獲得。
2024年パリパラリンピックで6位（女子KL1）入賞。

## 主な戦績
2014年
- 第1回日本パラカヌー選手権大会（石川県小松市木場潟カヌー競技場）女子（KTA）優勝[3][1]

2015年
- 2015 パラカヌー海外派遣選手選考会（香川県坂出市府中湖）女子（KL1）優勝[3]
- 2015 世界パラカヌー選手権（イタリア）女子（KL1）9位[3]
- 第2回日本パラカヌー選手権大会（石川県小松市木場潟カヌー競技場）女子（KL1）優勝[3][1]

2016年
- 2016 世界パラカヌー選手権兼リオデジャネイロパラリンピック最終予選大会（ドイツ）女子（KL1）10位 [3][18][19]
- 2016リオデジャネイロパラリンピック競技大会 女子カヤックシングル（運動機能障害）8位[3][4]
- 第1回アジアパラカヌー選手権2016 女子（KL1）優勝[3]

2017年
- カヌースプリント ワールドカップ 第2戦（セゲド、ハンガリー）女子（KL1）2位[3]
- カヌースプリント ワールドカップ 第3戦（セルビア）女子（KL1）優勝[3]
- 2017 世界パラカヌー選手権（チェコ）女子（KL1）8位[3]
- 2017 日本パラカヌー選手権大会（石川県小松市木場潟カヌー競技場）女子（KL1）優勝、女子（VL1）優勝[3]
- 第2回アジアパラカヌー選手権2017 女子（KL1）優勝、女子（VL1）優勝[3]

2018年
- カヌースプリント ワールドカップ 第１戦（セゲド、ハンガリー）女子（KL1）8位、女子（VL2）5位[3]
- 2018 世界パラカヌー選手権（ポルトガル）女子（KL1）7位、女子（VL1）優勝[20][21]

2019年
- 2019 世界パラカヌー選手権（セゲド、ハンガリー）女子（KL1）5位、女子（VL1）優勝[3][22][4]
- 日本パラカヌー選手権大会（東京都江東区海の森水上競技場）女子（KL1）優勝、女子（VL1）優勝[3]

2020年
- 2020年度日本パラカヌー選手権大会（石川県小松市木場潟カヌー競技場）女子（KL1）優勝[23]

2021年
- 東京パラリンピック 女子（KL1）7位[12][13]

2023年
- 2022年アジアパラ競技大会 女子（KL1）2位[14]

2024年
- パリパラリンピック　女子（KL1）6位[24][25]

## エピソード
モニカという名前は母親のクリスチャン・ネームに由来し、海外にルーツはない。
現在パラカヌーの選手だが、医師になるという夢を抱いており、筑波大学体育専門学群に在籍。卒業後には医学部への合格を目指している。瀬立は「医者になりたいという思いも捨てきれない。受験勉強と並行しながら、大変な道のりに挑戦したい」と語っている。
2023年3月に以前から痛めていた左手首の手術を受けたが退院後も完治せず、2024年パリパラリンピック出場までに痛みに耐えながら行った猛練習の末、今大会に間に合わせた。現地入りする前には鎮痛剤を射ち、テーピングで固定しながら試合を行ったが、6位入賞という自己最高記録を収めた。
2028年ロサンゼルスパラリンピックについては、「これでやめようと思っていましたが、やっぱりパラリンピックは楽しいなと思った」と語った上で、別のインタビューでは伸びしろが見つかったとし、出場について「しっかりじっくり冷静に考えたい」と話した。
リオデジャネイロパラリンピックでは決勝に進出したが、1位の選手に10秒433の差をつけられている。この悔しい経験を糧に練習を重ね、腕の太さは29 cmから34 cmと増大。カヌーを始めた時と比べて7から8cmは大きくなり、体全体で見ても体重は10kg近く増えた。タイムも54秒93とリオデジャネイロの時より約10秒以上早くなった。
日々筋トレに励んでおり、特に上腕二頭筋、上腕三頭筋、三角筋を重点的に鍛えている。また上腕三頭筋については自身の「チャームポイント」だと語っている。

## 出演
- みんなで筋肉体操 - 第5シリーズ アシスタント 初回放送：NHK総合 2020年8月24日 - 27日 23:45 - 23:50（全4回）

## 関連作品
- 瀬立モニカ『パラアスリートの折れないココロのつくりかた』主婦の友社、2020年。ISBN 9784074440108
- 水上のフライト - 脚本家である土橋章宏と瀬立モニカとの交流を通じて作り上げられた、オリジナルストーリーの映画[34]
- アニ×パラ - 第16弾のパラカヌーで実名で登場[35]。声は佐倉綾音が担当。